# Xã Grand River, Quận Bowman, Bắc Dakota
Xã Grand River (tiếng Anh: Grand River Township) là một xã thuộc quận Bowman, tiểu bang Bắc Dakota, Hoa Kỳ. Năm 2010, dân số của xã này là 12 người.